# Pediobius chilaspidis
Pediobius chilaspidis är en stekelart som beskrevs av Boucek 1965. Pediobius chilaspidis ingår i släktet Pediobius och familjen finglanssteklar.
Artens utbredningsområde är:
- Österrike.
- Slovakien.
- Tyskland.
- Ungern.
- Sverige.

Arten är reproducerande i Sverige. Inga underarter finns listade i Catalogue of Life.